# Cardesse
Cardesse   es una población y comuna francesa, en la región de Aquitania, departamento de Pirineos Atlánticos, en el distrito de Oloron-Sainte-Marie y cantón de Oloron-Sainte-Marie-Est.

## Demografía
| 571 | 513 | 607 | 625 | 647 | 627 | 615 | 560 | 529 | 507 | 510 | 506 | 506 | 507 | 431 | 448 | 447 | 485 | 463 | 452 | 407 | 376 | 354 | 332 | 309 | 302 | 291 | 258 | 285 | 272 | 289 | 259 | 254 |
| Para los censos de 1962 a 1999 la población legal corresponde a la población sin duplicidades (Fuente: INSEE [Consultar]) |     |     |     |     |     |     |     |     |     |     |     |     |     |     |     |     |     |     |     |     |     |     |     |     |     |     |     |     |     |     |     |     |